# Albert Gladstone
Sir Albert Charles Gladstone, 5. Baronet, (* 28. Oktober 1886 in Hawarden Castle, Flintshire; † 2. März 1967 in Fordingbridge, Hampshire) war ein britischer Ruderer und Olympiasieger im Achter.
Der Enkel des britischen Premierministers William Ewart Gladstone besuchte zunächst das Eton College und studierte dann am Christ Church College in Oxford. Von 1906 bis 1909 nahm er viermal für Oxford am Boat Race teil, gewann aber nur 1909. 1908 gewann Gladstone mit dem Christ-Church-Achter bei der Henley Royal Regatta. Bei der ebenfalls in Henley ausgetragenen Olympischen Regatta 1908 siegte Gladstone mit dem Achter des Leander Club im Finale gegen das belgische Großboot, das 1906 und 1907 in Henley gewonnen hatte. Gladstone war 1908 das jüngste Mitglied im Leander-Achter und fast zwanzig Jahre jünger als der älteste Ruderer im Boot, Guy Nickalls. 
1909 schloss Gladstone sein Studium ab. Im Ersten Weltkrieg war er in Mesopotamien und in Gallipoli, 1919 wurde er mit dem Orden Member des Order of the British Empire ausgezeichnet. Nach dem Krieg begann Gladstone seine Laufbahn als Geschäftsmann, von 1924 bis 1947 war er Direktor bei der Bank of England. Daneben versah er mehrere Ehrenämter, so war er 1929 High Sheriff von London. Von 1935 bis zu seinem Tod war er Constable of Flint Castle. Am 12. Februar 1945 erbte er von einem Cousin den Titel 5. Baronet, of Fasque and Balfour in the County of Kincardine, der am 18. Juli 1846 seinem Urgroßvater verliehen worden war. Bei seinem Tod, 1967, fiel der Titel an seinen jüngeren Bruder Charles als 6. Baronet.